# Pseudagrion lucidum
Pseudagrion lucidum är en trollsländeart som beskrevs av Schmidt 1951. Pseudagrion lucidum ingår i släktet Pseudagrion och familjen dammflicksländor. Inga underarter finns listade i Catalogue of Life.